# CLØWD
CLØWD（クラウド）は、日本のヴィジュアル系ロックバンド。所属レコード会社はデンジャークルー・レコード。

## メンバー
Vocal KØU（コウ）
- 12月30日生まれ、B型。フィリピン出身で東京育ち。母親がフィリピン、父親が日本のハーフ。
- ハイトーンでエッジの効いた声質が特徴。
- 作詞を担当することが多い。
- L'Arc～en～CielのHYDEがボーカリストを志したきっかけ。HYDEと同じ事務所に所属することとなり、初めて彼に会った際は恐れ多くて近付けなかった。
- 解散後はソロ活動をしているが、2020年のコロナ禍に突入した関係で思うように活動出来なくなり、ソロミュージシャンの傍ら歌舞伎町ホストクラブgroup dandy傘下のTOPDANDY TOKYOのホストになる。現在は冬月グループ傘下のYGGDRASILL -VALHALLA-に在籍中。

Guitar 冬真（トウマ）
- 11月21日生まれ、O型。東京都出身。
- リードギターとしてCLØWDの作編曲を担当している。
- ESPエンドースユーザーでE-II VINTAGE PLUS ROSEWOOD 3TSをメインで使用。
- ゲームクリエイターの兄の影響でゲームが得意である。
- サバイバルゲーム等も好み、たまに迷彩服の写真を公開したりもする。

Guiter 庵（イオリ）
- 9月14日生まれ、B型。東京都出身。
- サイドギターとしてバッキングを主に担う。
- ESPエンドースユーザーでE-II EC EMG BLKSをメインで使用している。
- 身長が180cm以上と高く、モデルのようなスタイルをしている。
- ペット愛好家。家では猫、犬、ヘビなどを飼っている。
- 現在は引退して仮想通貨の投資家になっている。

Bass 猟平（リョウヘイ）
- 8月5日生まれ、B型。東京都出身。
- ベーシスト、CLØWDのリーダー。メインコンポーザー。ほとんどの楽曲の作曲を手掛ける。
- ESPエンドースユーザーでE-II STREAM FM STBLKをメインで使用している。
- リード曲に関しては作詞をする事も多く、KØUとは違う目線で言葉を綴るのでバンドとして幅が広がりやすいとのこと。
- シドの明希を慕っており、「自分にベースを弾くきっかけを与えてくれた人」「神様」などと発言し、シドのライブにも良く足を運ぶ。現在の事務所に所属するきっかけを与えてくれたのも明希とのこと。
- CLØWD解散後はバンド活動を引退する旨を公表している。

Drums 樹（タツル）
- 12月2日生まれ、A型。千葉県出身。
- 他のメンバー全員が東京都出身の中、ひとりだけ千葉県の為にメンバーにからかわれる事がある。
- テクニカルなドラムプレイを買われ、DRAMATIC SUPER DANCE THEATER FLAMENCO 「マクベス～眠りを殺した男～」、DRAMATIC SUPER DANCE THEATER「サロメ」等、舞台の演奏にも出演することもある。
- 猟平曰く、CLØWDの演奏レベルを底上げしているのは間違いなく樹とのこと。
- ドラマー筋肉部所属。筋トレに命を掛けている。和楽器バンドの山葵と親交が深く、筋トレも共に行っている。
- 現在は上田樹の本名で島村楽器のドラム講師を務めている。

## 概要
2015年、YouTube上に突如「WAKE UP」という楽曲を公開し話題を呼ぶ。その後、1月8日の主催イベントを初ライブとし、活動を開始。CLØWDというバンド名は「雲」を意味するCloudから。英語で最高を比喩するCLOUD NINEへ目指すという意味から来ている。Øには自分たちは常に初期衝動であるゼロを刻んでおくという意味が込められている。2018年6月30日、千葉・柏ThumbUpでのワンマンライヴにて、8月25日の東京・渋谷CLUB QUATTROで開催するワンマンライヴ"CLØWD FINAL LIVE「CLØWD NINE」"を以て解散することを発表した。

## 来歴
- 2015年
  - 1月8日結成。池袋EDGEにて初ライブとなる主催イベントを行う。チケットはソールドアウト。同日に会場限定Beginning CD「WAKE UP」をリリース、即日完売。
  - 4月8日初の流通CDとなるミニアルバム「フィクションØ」をリリース。
  - 4月17日高田馬場AREAにて主催イベントを敢行。
  - 8月4日CLØWD Presents 猟平生誕前夜祭「夏休みはやっぱり短い」 を池袋EDGEにて開催。
  - 8月5日1stシングル「#夏の微熱」リリース。
  - 8月22日1stワンマン池袋EDGE「理想郷」開催。チケットは即日完売。
  - 9月14日CLØWD Presents 庵 生誕祭 「MAKE SOME NOISE」を池袋EDGEにて開催。
  - 11月21日CLØWD×DADAROMA 2MAN 「溺れる微熱-冬真生誕祭-」を池袋EDGEにて開催。
  - 12月23日2ndシングル「狼煙 / Thank you for coming」リリース。
  - 12月30日CLØWD Presents KØU Birthday ONEMAN LIVE 昼公演「漢気!ちゃんこー60分一本勝負!」、夜公演「まだ年越せねぇ。」を開催。どちらも即日完売。

- 2016年
  - 1月7日TSUTAYA O-WESTにてCLØWD 1st Anniversary ONEMAN LIVE 「名も無き明日はない」を開催。デンジャークルー・レコードとの契約を公表する。
  - 3月18日M・A・D、中野サンプラザ公演に出演。MUCC、AKi(シド)らのオープニングアクトを飾る。
  - 4月27日3rdシングル「RUDENESS RESORT」リリース。
  - 5月7日新宿ReNYにてCLØWD ONEMAN LIVE 2016「RUDENESS RESORT ReNY」を開催。
  - 8月5日池袋EDGEにてMember Birthday Live「FIVE THE BIRTHDAY!!」　〜猟平Day〜を開催。チケットは即日完売。
  - 8月17日1stフルアルバム「TENDERLOIN」リリース。
  - 9月14日池袋EDGEにてMember Birthday Live「FIVE THE BIRTHDAY!!」　〜庵Day〜を開催。
  - 10月14日幕張メッセ 9-11ホールで行われた「VISUAL JAPAN SUMMIT 2016 Powered by Rakuten」に出演。X JAPAN、LUNA SEA、GLAY、hide with Spread Beaver、ゴールデンボンバー、シド、MUCC、らと共演。
  - 11月21日池袋EDGEにてMember Birthday Live「FIVE THE BIRTHDAY!!」　〜冬真Day〜を開催。
  - 12月5日池袋EDGEにてMember Birthday Live「FIVE THE BIRTHDAY!!」　〜樹Day〜を開催。
  - 12月21日4thシングル「ANTITHESE」リリース。
  - 12月27日日本武道館で行われた所属事務所の年末イベント「JACK IN THE BOX 2016」出演。HYDE、44MAGNUM、D'ERLANGER、シド、MUCC、ユナイト、カメレオらと共演。
  - 12月30日池袋EDGEにてMember Birthday Live「FIVE THE BIRTHDAY!!」　〜KØUDay〜を開催。チケットは即日完売。

- 2017年
  - 2nd Anniversary & 1st ワンマン TOUR「Happy Birthday 2 You」がスタート。
    - 1月7日大阪 FANJ
    - 1月8日名古屋 ell size
    - 2月4日・2月5日Zirco Tokyo

  - 4月12日5thシングル「バタフライ・エフェクト」リリース。
  - 6月16日TSUTAYA O-WESTにてフリーライブ「バタフライ・エフェクト-残響-」を開催。
  - 8月5日全国11公演ワンマンツアー「バタフライ・エフェクト-不死蝶-」がスタート。初日池袋EDGE(即日完売)～ツアーファイナル9月17日代官山UNIT。
  - 9月14日6thシングル「紅い意図」リリース。

- 2018年
  - 1月8日TSUTAYA O-WESTにて結成3周年記念ライブとなる"CLØWD 3rd Anniversary LIVE「REVENGE」"を開催。チケットは完売。同日、会場限定シングル「21g」をリリース。 夏に2ndフルアルバムリリース、またCLØWD 3rd Anniversary LIVE「REVENGE」TSUTAYA O-WESTを収録したLIVE DVDリリースを発表。オフィシャルファンクラブサイト「ガチじゃん」開設。
  - 3月30日全国ツアー、DANGER CRUE Presents CLØWD TOUR「百戦錬磨」がスタート。初日池袋BlackHole。ツアーファイナルは渋谷CLUB QUATTRO "CLØWD ONEMAN SHOW「誘惑」"と発表。
  - 4月28日川崎セルビアンナイト公演にて会場限定シングル「NO BORDER」をリリース。
  - 6月30日千葉・柏ThumbUpでの公演にて、8月25日の渋谷CLUB QUATTROで開催するワンマンライブを以て解散することを発表。また、公式サイトには公演タイトルを"CLØWD FINAL LIVE「CLØWD NINE」"へと変更する旨が記載された。
  - 8月25日FINAL LIVE完全収録映像を含めたDVD5枚組、24PフォトブックレットのセットになっているCLØWD COMPLETE BOX「CLØWD NINE」の完全受注生産限定の予約販売をFINAL LIVE当日物販（会場限定特典付）とWEB上では10月1日まで予約販売。
  - 8月26日渋谷ESP MuseumでESPエンドースユーザーの猟平・冬真・庵が使っていたE-Ⅱシリーズのギター・ベースの使用楽器展示会の「Farewell CLØWD!!」が9月2日まで開催されている。8月28日からは実際に着ていた衣装の一部展示も追加された。

## ディスコグラフィ

### 会場限定CD
| 枚  | 発売日        | タイトル  | 規格 | 販売生産番号 |
| --- | ------------- | --------- | ---- | ------------ |
| 1st | 2015年1月8日  | WAKE UP   | CD   | CLD-000      |
| 2nd | 2018年1月8日  | 21g       | CD   | DCCA-1022    |
| 3rd | 2018年4月28日 | NO BORDER | CD   | DCCA-1023    |

### ミニアルバム
| 枚  | 発売日       | タイトル      | 規格      | 販売生産番号                            |
| --- | ------------ | ------------- | --------- | --------------------------------------- |
| 1st | 2015年4月8日 | フィクションØ | CD+DVD CD | CLD-001（初回限定盤） CLD-002（通常盤） |

### シングル
| 枚  | 発売日         | タイトル                    | 規格            | 販売生産番号                                                                   | 備考                                                                   |
| --- | -------------- | --------------------------- | --------------- | ------------------------------------------------------------------------------ | ---------------------------------------------------------------------- |
| 1st | 2015年8月5日   | #夏の微熱                   | CD+DVD CD       | CLD-003（初夏盤） CLD-004（晩夏盤）                                            | オリコンチャート初登場107位獲得。 オリコンインディーズチャート17位獲得 |
| 2nd | 2015年12月23日 | 狼煙 / Thank you for coming | CD+DVD CD       | CLD-005（初回限定盤） CLD-006（通常盤）                                        | オリコンチャート初登場46位獲得。 オリコンインディーズチャート8位獲得   |
| 3rd | 2016年4月27日  | RUDENESS RESORT             | CD+DVD CD       | DCCL-200/1（初回生産限定盤） DCCL-202/3 （通常盤）                             | オリコンチャート初登場63位獲得。 オリコンインディーズチャート5位獲得   |
| 4th | 2016年12月21日 | ANTITHESE                   | CD CD+グッズ CD | DCCL-211（初回生産限定盤） DCCL-212/3 （完全生産限定盤）                       | オリコンチャート初登場79位獲得。                                       |
| 5th | 2017年4月12日  | バタフライ・エフェクト      | CD+DVD CD       | DCCL-216/7（初回生産限定盤A） DCCL-218/9（初回生産限定盤B） DCCL-220（通常盤） | オリコンチャート初登場66位獲得。 オリコンインディーズチャート13位獲得  |
| 6th | 2017年9月17日  | 紅い意図                    | CD+DVD CD       | DCCL-222/3（初回生産限定盤A） DCCL-224/5（初回生産限定盤B） DCCL-226（通常盤） | オリコンチャート初登場48位獲得 オリコンインディーズチャート3位獲得     |

### フルアルバム
| 枚  | 発売日        | タイトル   | 規格      | 販売生産番号                                | 備考                                                               |
| --- | ------------- | ---------- | --------- | ------------------------------------------- | ------------------------------------------------------------------ |
| 1st | 2016年8月17日 | TENDERLOIN | CD+DVD CD | DCCL-205/6（初回限定盤） DCCL-207（通常盤） | オリコンチャート初登場63位獲得 オリコンインディーズチャート8位獲得 |